# سیاست در واتیکان
سیاست در واتیکان دلالت بر خط مشی «کلیسای کاتولیک رمی» در ادارهٔ واتیکان توسط پاپ دارد. بالاترین مقام سیاسی واتیکان، پاپ، از طریق انتخابات از میان کاردینال‌ها انتخاب می‌شود و به ریاستِ کلیسای کاتولیک می‌رسد. پاپ از لحاظ سمت، ریاستِ قوهٔ مقننه، مجریه و قضائیه را در اختیار دارد؛ که این میزان از قدرت یکی از نمونه‌های نادر از حکمرانی غیر ارثی در جهان کنونی است.
انتخاب پاپ از طریق رأی مخفی کاردینال‌های صاحب رأی پس از مرگ یا استعفای پاپِ پیشین صورت‌می‌گیرد. شورای مخفی، در کلیسای سیستین، پشت درهای بسته پاپ جدید را با رای اکثریت دو سوم انتخاب می‌کند. هنرمندانِ به پاپ در زمان انتخاب پاپ که ساعت‌ها و روزها طول می‌کشد، نتیجه این انتخاب را با نظاره‌کردنِ دودکشی در میدان سنت پیتر قابل‌مشاهده است، دنبال می‌کنند. در شومینه‌ای که به این دوکش متصل است، برگه‌های رأی سوزانده می‌شوند و با افزودن موادی شیمیایی در صورت عدم انتخاب پاپ جدید دود سیاه و در صورت انتخاب پاپ جدید دود سفید مشاهده‌می‌شود. پس از توافق میان شورای مخفی، دبیر این شورا از فرد منتخب درخواست می‌کند تا نامی را برای دوران حکومتش انتخاب کند و پس از انتخاب نام؛ کاردینال اعظم با حضور در بالکنی در سردرِ سنت پیتر، انتخابِ پاپِ جدید را بشارت می‌دهد.
یکی از عناوینی که برای مجموعهٔ واتیکان استفاده می‌شود، عنوان سریر مقدس است. این کلمه به ترکیبِ قدرت، صلاحیت قضایی و حقِ حاکمیتی اشاره‌دارد که پاپ برای ادارهٔ کلیسای کاتولیکِ رومی در سراسر جهان در اختیار دارد. واتیکان بر مبنای پیمان لاتران که در سال ۱۹۲۹ بین سریر مقدس و دولت ایتالیا منعقدشد، کشوری مستقل شناخته‌شد و صاحبِ تمام عواید کلیساشد.

## ادارهٔ حکومت در واتیکان

Vatican City flag

همانند بسیاری از رژیم‌های پادشاهی، قوهٔ مقننه، مجریه و قضایی در انحصار شخص اول یعنی پاپ است و او ادارهٔ امور شهر واتیکان را به‌مقاماتِ عالی‌رتبهٔ روحانی تفویض می‌کند. در واتیکان قوهٔ قانونگذاری توسط اسقفِ روم، پاپ، به کمیسیونِ پاپی تک‌مجلسی واتیکان، تفویض‌شده، که در سال ۱۹۳۹ به‌دست پاپ پیوس دوازدهم تاسیس‌شده‌است. اعضای این کمیسیون شامل ۵ کاردینال است که به‌مدت ۵ سال با نظر پاپ به این مقام منصوب می‌شوند. براساس مصوبهٔ این شورا قوانین می‌بایست پیش از ابلاغ رسمی به تأیید نهایی مقام پاپی برسد. رئیس این کمیسیون به‌طور همزمان رئیس حکومت شهر واتیکان نیز به‌حساب می‌آید که پاپ چنین مقامی را برعهدهٔ وی قرار می‌دهد. پس از مقام ریاست کمیسیون مزبور، دبیرکل و معاون دبیرکل کمیسیون قرار می‌گیرند که هر یک از آن‌ها نیز برای دوره‌های ۵ساله با فرمان پاپ منصوب می‌شوند و بخش‌هایی همانندِ ارتباطات، امنیت داخلی، آتش‌نشانی، موزهٔ واتیکان و … را اداره می‌کنند. پلیس واتیکان، نیروی پلیس و امنیت شهر واتیکان است، واحدی مستقل از گارد سوئیس که وظیفهٔ مراقبت از پاپ را برعهده دارد.

## قوهٔ مجریه
|  | فرمانروا           | پاپ فرانسیس  |  | ۱۳ مارس ۲۰۱۳ |  |
|  | رئیس تشکیلات حکومت | جوزپه برتللو |  | ۱ اکتبر ۲۰۱۱ |  |

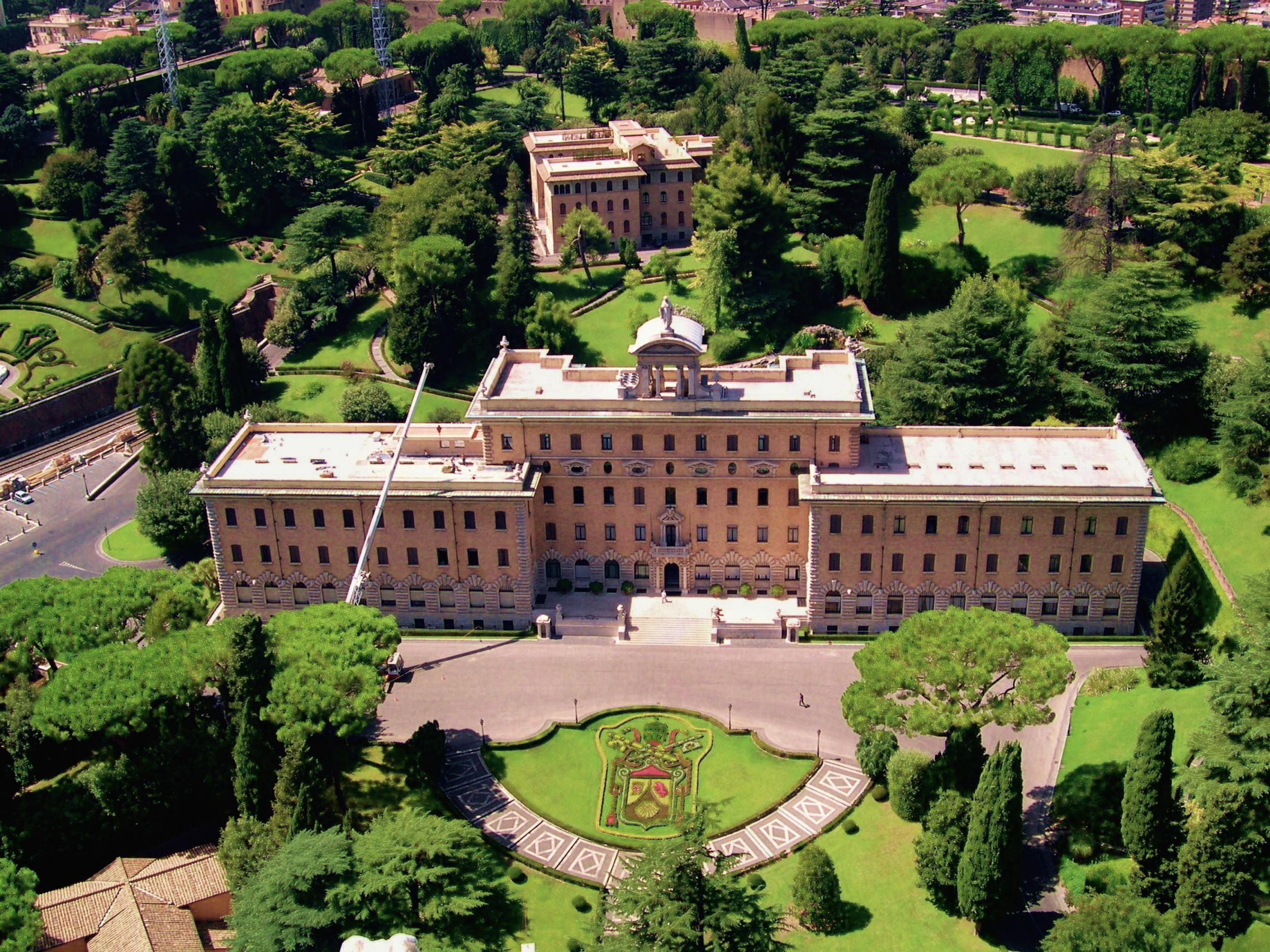
Palace of the Governorate of Vatican City State

پاپ به‌لحاظ مقام بالاترین سمت در قوهٔ مجریه واتیکان را دردست دارد. او قوهٔ مجریه را به رئیس کمیسیون پاپی واتیکان تفویض‌کرده‌است. رئیس این کمیسیون نیز برای یک دورهٔ ۵ ساله توسط پاپ منتسب‌می‌شود و در این دوران پاپ قادر است تا وی را در صورت صلاحدید برکنار کند. رئیس کمیسیون تمامی امور حائز اهمیت را به پاپ گزارش‌می‌دهد و پاپ نیز همواره در امور مختلف این کمیسیون را در قالب مشاوره راهنمایی‌می‌کند.
دولت واتیکان به‌طور مستقیم دارای روابط دیپلماتیک با سایر دولت نیست و روابط این دولت براساس سیاستِ سریر مقدس عمدتاً مبتنی بر نظارت به امور ایمانی مسیحیان کاتولیک در سراسر جهان است.

## قوهٔ مقننه
در این واحد سیاسی کمیسیون تک‌مجلسی پاپی واتیکان که منصوب پاپ است، عهده‌دار قوهٔ مقننه است و وظیفهٔ طرحِ قوانین و سیاست‌ها از سوی پاپ را داراست. در این زمینه، پیش از طرح و ابلاغ قوانین و سیاست‌ها تمام مصوبه‌ها به تصویب پاپ می‌رسد و پس از آن ابلاغ و انتشار می‌یابد. در دولت واتیکان قوانینِ طرح‌شده با مشورت شورای دولتی تدوین می‌شود.

## قوهٔ قضائیه

Seal of Vatican City State

واتیکان دارای قوهٔ قضائیه‌ای متمایز از کشور ایتالیا است. مقامات قضایی پاپی از میان خبره‌ترین حقوقدانان کلیسای کاتولیک انتخاب می‌شوند و امور قضایی واتیکان به عهدهٔ آن‌هاست. بر اساس داده‌های آماری دادگاه واتیکان در طول یکسال به ۶۴۰ پروندهٔ حقوق مدنی و ۲۲۶ مورد پروندهٔ جزائی رسیدگی‌کرده‌است. عمدهٔ پرونده‌های جزایی این دادگاه مربوط به جرم‌هایی همانند جیب‌بری است، که با توجه به حضور گستردهٔ توریست‌ها معمولاً در میدان سنت پیتر رخ‌می‌دهد. مجرمان دستگیرشده به پلیس ایتالیا تحویل داده‌می‌شوند تا دوران محکومیت خود را طی‌کنند. بر اساس مادهٔ ۲۲ معاهدهٔ لاتران، دولت ایتالیا به درخواست سریر مقدس، افرادی را که در واتیکان مرتکب جرم شوند مجازات خواهد کرد، زیرا در واتیکان، به جزء چند سلول برای بازداشت متهمان تا پیش از محاکمه، هیچ زندانی وجودندارد و از همین‌روی کسانی که در واتیکان محکوم‌شده‌اند، دوران زندان خود را، با هزینهٔ واتیکان، در زندان‌های ایتالیا می‌گذرانند.